# Берёзовка (приток Бакчара)
Берёзовка — река в России, протекает по Бакчарскому району Томской области. Устье реки находится в 210 км по левому берегу реки Бакчар. Длина реки составляет 11 км.

## Данные водного реестра
По данным государственного водного реестра России относится к Верхнеобскому бассейновому округу, водохозяйственный участок реки — Обь от впадения реки Чулым до впадения реки Кеть, речной подбассейн реки — Чулым. Речной бассейн реки — (Верхняя) Обь до впадения Иртыша.